# Haemaphysalis lagrangei
Haemaphysalis lagrangei este o specie de căpușe din genul Haemaphysalis, familia Ixodidae, descrisă de Larrousse în anul 1925. Conform Catalogue of Life specia Haemaphysalis lagrangei nu are subspecii cunoscute.